# Tångaberg
Tångaberg est une localité de Suède située dans la commune de Varberg du comté de Halland. Elle couvre une superficie de 0,47 km2. En 2010, elle compte 468 habitants.